# 동파두
동파두(銅把頭)는 부산광역시 동래구 복천박물관에 있는 삼한시대의 파두이다. 1972년 6월 26일 부산광역시의 유형문화재 제20호로 지정되었다.

## 개요
파두는 동검이나 철검의 손잡이 끝에 부착하는 특이한 형태의 장식으로, 그 용도에 대해서는 칼자루 끝을 무겁게 하여 손에 쥐었을 때 균형을 잡을 수 있게 하기 위한 것이라는 것이 일반적인 의견이다.
파두의 대부분이 십자형의 조그만 것인데 비해 이 동파두는 십자형 2개를 옆으로 나란히 연결한 쌍십자 모양이다. 축의 끝부분에는 각각 한마리씩 모두 4마리의 말을 세웠고, 십자의 중심에는 커다란 사각기둥의 꼭지를 두었다.
한국에서는 칼자루 끝장식의 형식이나 연대를 밝힐 유물의 양이 극히 적고 그나마 정리가 안 된 상태여서 앞으로 이 부분에 대한 연구가 절실히 필요하다.

## 참고 자료
- 동파두 - 국가유산청 국가유산포털